# Aphelandra porphyrocarpa
Aphelandra porphyrocarpa är en akantusväxtart som beskrevs av Emery Clarence Leonard. Aphelandra porphyrocarpa ingår i släktet Aphelandra och familjen akantusväxter. Inga underarter finns listade i Catalogue of Life.